# Furious Rubato
Furious Rubato ist ein Musikalbum von Hal Galper mit Jeff Johnson und John Bishop. Die am 26. Juni 2006 im Avast Studio in Seattle entstandenen Aufnahmen erschienen am 20. März 2007 auf Origin Records.

## Hintergrund
Der Pianist Hal Galper nahm in der Zeit von 2006 bis 2016 eine Reihe von Alben für das Label Origin Records auf; bei der ersten Studiosession im April 2006 spielte Galper mit dem Kontrabassisten Jeff Johnson und dem Schlagzeuger John Bishop neben seinen eigenen Kompositionen auch ein Stück von John Coltrane („Naima“) und zwei von Miles Davis, „Milestones“ (den Bop-Song, den Davis 1947 mit Charlie Parker einspielt hatte, nicht die bekanntere modale Komposition „Milestones“, die er 1958 auf dem gleichnamigen Album aufnahm) und „Miles Ahead“ vom gleichnamigen Album von 1957.

## Titelliste
- Hal Galper, Jeff Johnson, John Bishop: Furious Rubato (Origin Records 82476)[1]

1. Milestones (Miles Davis) 7:58
2. Valse Cool 10:20
3. Zen 6:51
4. Figurine 7:43
5. Chromatic Fantasy 5:42
6. Naima (John Coltrane) 8:12
7. Miles Ahead (Miles Davis) 8:10
8. Other Days 9:32

Wenn nicht anders vermerkt, stammen die Kompositionen von Hal Galper.

## Rezeption
Nach Ansicht von Jason West, der das Album in All About Jazz rezensierte, spiele Galper orchestral klingendes Piano und nutze die gesamte Bandbreite seines Instruments, um die Musik zu interpretieren und ihr Energie und Virtuosität zu verleihen. Jeff Johnson, ein langjähriges Mitglied von Galpers Trio seit den 1990er-Jahren, und John Bishop würden sich dabei als ideale Ergänzung erweisen, eine Kombination aus erfahrenen Jazzprofis (mit jeweils Dutzenden von Aufnahmen), die über technisches Können und einen sympathetischen Geist verfügten. Dieser Spirit, der Furious Rubato ausmacht, finde sich auch im Titelstück wieder. Galper dehne die Zeit, quetsche die Harmonien und spiele mit Elementen musikalischer Strukturen.
Alex Henderson verlieh dem Album in Allmusic vier Sterne und schrieb, Galper (der 2006 68 Jahre alt wurde) setzte sich auf diesem Album intensiv mit dem Rubato auseinander. Er bringe die Essenz dieses Post-Bop-Albums wirklich auf den Punkt, wenn er (in den Liner Notes) von einer Musikalität spricht, die „den Körper in einer wirbelnden, kreisförmigen Bewegung bewegt“, anstatt einen „mitreißenden“ Effekt zu erzeugen. Furious Rubato sei gewiss kein „mitreißender“ Jazz; die Darbietungen von Galpers stimmigem Trio seien eher recht impressionistisch angehaucht. Furious Rubato würde zwar keine freien Formen oder radikal avantgardistische Klavierkunst im Stil von Cecil Taylor oder Marilyn Crispell enthalten, bevorzuge aber einen Ansatz, den Johnson treffend als „Freiheit mit Form“ beschreibt – und die Nutzung des Impressionismus auf diesem Album halte den Spannungsfaktor hoch. Furious Rubato bemühe sich nie, zugänglich zu sein; das sei zweifellos anspruchsvolle Musik, aber man werde großartig belohnt, wenn man sich von der Komplexität und dem Intellektuellen nicht einschüchtern lasse.